# Persiska viken
Persiska viken (persiska: خلیج فارس, Khalij-e Fars) är ett medelhav till Indiska oceanen som går in mellan Arabiska halvön och Iran. I öster skiljs Persiska viken från Omanbukten av Hormuzsundet.

## Geografi
Persiska viken är 1000 kilometer lång och på bredaste stället 350 kilometer. Den totala yta är cirka 240 000 km². Som djupast är Persiska viken cirka 110 meter och medeldjupet är cirka 40 meter. På grund av den starka avdunstningen är viken en av jordens saltaste havsarmar. Den är också ett av jordens varmaste hav (i augusti 35 grader Celsius) och häftiga stormar är vanliga. Kusterna är i allmänhet flacka och låga, men längs Irans kust finns ett högt bergland. 
I Persiska viken, utanför Saudiarabiens kust, ligger öriket Bahrain (33 öar). Längst in i viken ligger Irak där floden Arvand Rud (Arvand Rud) som bildas genom sammanflödet av de två floderna Eufrat och Tigris i södra Irak, rinner ut. Persiska viken är förbunden med resten av Indiska oceanen via Hormuzsundet, som skiljer Irans fastland i norr från Musandamhalvön som sticker ut från Arabiska halvön.

## Ekonomisk betydelse
Naturmiljön i Persiska viken är mycket rik, med bra fiskeområden, stora korallrev, och ett överflöd av pärlmusslor, men dess ekologi har kommit att hotas av den omfattande industrialiseringen och specifikt av upprepade omfattande oljeutsläpp i samband med sentida i regionen utkämpade krig. 
Persiska viken har sedan gammalt varit en viktig led för trafiken mellan medelhavsländerna och Indien och Kina. 

## Historia
Före den makedonske amiralen Nearchos expedition på order av Alexander den store, hade grekerna ingen exakt kunskap om Persiska vikens existens. Alla vatten i och öster om viken uppfattades som en del av ett stort hav, kallat Erythraiska havet, Röda havet eller Nedre havet, där floderna Tigris och Eufrat antogs rinna direkt ut i detta hav. Grekerna var de första som använde namnet "Persiska havet" för dessa vatten, och Nearchos reseskildring var under flera hundra år den enda källan för geografisk kunskap om området och dess kuster.

## Namntvist om Persiska viken
Alltsedan panarabismen började växa fram inom de arabiska staterna på 1960-talet finns en namnstrid beträffande Persiska viken. De arabiska staterna vill införa en självnämnd beteckning "Arabiska viken" (i Förenade arabemiraten är det till och med straffbart att använda namnet Persiska viken), något som är ett kontroversiellt och inte allmänt accepterat namn utanför den arabiska världen och inte heller erkänt av Förenta nationerna eller andra internationella organisationer. FN bekräftade åter i mars-april 2006 sin tidigare ståndpunkt att det historiska namnet "Persiska viken" skall användas av FN:s medlemmar som den officiella beteckningen på viken. 
Före 1960-talet använde alla arabländer uttrycket al-Khalij al-Farsi (Persiska viken) i officiell kommunikation. Sedan 1960-talet har dock ändringen av namnet i vissa engelska artiklar, böcker och arabiska publikationer blivit vanligare. 
År 2004 släpptes National Geographic Societys kartatlas där man skrivit Arabiska viken inom parentes och i mindre format under namnet Persiska viken. Detta ledde till kraftiga protester från både FN och Iran. National Geographic blev tvungen att återkalla och revidera upplagan och felaktigheten.